# Kabinett Kielsen (interim)
Das interimistische Kabinett Kielsen ersetzte kurzzeitig das Kabinett Hammond II als 18. Regierung Grönlands, nachdem Premierministerin Aleqa Hammond zurückgetreten war.

## Entstehung
Am 26. September 2014 wurde bekannt, dass Aleqa Hammond 106.363,27 kr. (rund 14.300 €) Öffentliche Mittel unter anderem für Privatreisen ihrer Familie benutzt, die sie mit einem Abrechnungsfehler des Reisebüros begründete. Am 30. September begann die Herbstsitzung des Parlaments mit der Eröffnungsrede der Premierministerin, die direkt im Anschluss ihre Beurlaubung beantragte. Hans Enoksen stellte daraufhin ein Misstrauensvotum gegen die Regierung, die von der Koalition aus Siumut und Atassut mit 15:14 Stimmen abgelehnt wurde. Anschließend wurde ihr Urlaubsantrag angenommen, wodurch Kim Kielsen mit der Übernahme der Regierungsgeschäfte beauftragt wurde. Am Tag darauf verließen Jens-Erik Kirkegaard, Nick Nielsen von der Siumut und Steen Lynge und Siverth K. Heilmann von der Atassut die Regierung, womit die Koalition zerbrochen war. Noch am selben Tag bot Kim Kielsen der Inuit Ataqatigiit sowohl eine Koalitionsregierung als auch eine Übernahme der Regierungsgeschäfte als Minderheitsregierung an, die von der Vorsitzenden der Inuit Ataqatigiit, Sara Olsvig, abgelehnt wurden, die stattdessen eine Neuwahl forderte, die noch am selben Tag von Kim Kielsen für den 28. November 2014 ausgeschrieben wurde. Bis zur Einsetzung einer neuen Regierung am 12. Dezember blieben die übrigen Regierungsmitglieder von Aleqa Hammonds Kabinett im Amt.

## Kabinett
| Minister                    | Ministerium                                                                             | Anmerkung |
| --------------------------- | --------------------------------------------------------------------------------------- | --------- |
| Kim Kielsen (Siumut)        | Premierminister und Äußeres, Umwelt, Natur, Nordische Angelegenheiten und Wohnungswesen |           |
| Finn Karlsen (Siumut)       | Fischerei, Jagd, Landwirtschaft, Erwerb, Rohstoffe und Arbeitsmarkt                     |           |
| Martha Lund Olsen (Siumut)  | Familie, Justiz, Gesundheit, Bildung, Kirche, Kultur und Gleichberechtigung             |           |
| Vittus Qujaukitsoq (Siumut) | Finanzen, Inneres und Infrastruktur                                                     |           |